# Glückstadt
Glückstadt (in danese Lykstad) è un comune tedesco del circondario di Steinburg, nella regione dello Schleswig-Holstein. Ha circa 11 700 abitanti.